# حمدات
حمدات (بالعبرية: חֶמְדָּת) مستوطنة مجتمعية إسرائيلية، أقيمت عام 1979 جنوب محافظة طوباس شمال الضفة الغربية، وتقع إداريًا ضمن اختصاص مجلس غور الأردن الإقليمي. في عام 2018 كان عدد سكانها 278 مستوطنًا.

## الجانب القانوني
يعتبر المجتمع الدولي المستوطنات الإسرائيلية في الضفة الغربية غير قانونية بموجب القانون الدولي، لكن الحكومة الإسرائيلية تعارض ذلك.